# Köflach
Köflach is een gemeente in de Oostenrijkse deelstaat Stiermarken, en maakt deel uit van het district Voitsberg.
Köflach telt 10223 inwoners.
Bärnbach ·
Edelschrott ·
Gallmannsegg ·
Geistthal ·
Gößnitz ·
Graden ·
Hirschegg ·
Kainach bei Voitsberg ·
Köflach ·
Kohlschwarz ·
Krottendorf-Gaisfeld ·
Ligist ·
Maria Lankowitz ·
Modriach ·
Mooskirchen ·
Pack ·
Piberegg ·
Rosental an der Kainach ·
Salla ·
Sankt Johann-Köppling ·
Sankt Martin am Wöllmißberg ·
Söding ·
Södingberg ·
Stallhofen ·
Voitsberg
- Gemeinsame Normdatei: 4207088-0
- Library of Congress Control Number: n79127507
- MusicBrainz: 31dffe73-60e7-4dc2-9aca-e95a406dd580
- Nationale Bibliotheek van Tsjechië: ge1094665
- Nationale Bibliotheek van Israël: 987007554948305171
- Virtual International Authority File: 167771600
- WorldCat: E39PBJxcXtwTdHfyYQpr9RtxjC